# Farbton
Der Farbton (auch Buntart, Buntton, Farbrichtung, englisch hue) ist ein Farbmerkmal im HSV-Farbraum. Neben der Helligkeit und der Farbsättigung gehört der Farbton zu den drei vom Menschen als grundlegend empfundenen Merkmalen bzw. Eigenschaften einer Farbe.
Der Farbton bezeichnet in der Farbenlehre die Eigenschaft, nach der man Farbempfindungen nach beispielsweise Rot, Gelb oder Grün unterscheidet. Eine Farbe desselben Farbtons kann entweder in der Farbsättigung variieren, wie Graublau gegenüber Blau, oder in der Helligkeit, beispielsweise Rosa gegenüber Rot.

Sinnbild auf Bedienelementen zur Einstellung des Farbtons nach IEC 60417

Eine Farbe kann durch Angabe dieser drei Eigenschaften eindeutig beschrieben werden; sie spannen einen dreidimensionalen Raum auf, den sogenannten HSV-Farbraum, andere Koordinaten werden für weitere Farbräume genutzt. Durch die grundsätzliche Existenz eines Farbtons unterscheidet man die bunten Farben von den unbunten Farben: Der dem Farbton zugeordnete Farbwert wird daher auch Buntton genannt, und typischerweise als Bunttonwinkel angegeben.
Durch die Wellenlänge des monochromatischen Lichts eines Farbtons kann der Farbton nur näherungsweise beschrieben werden, für Farben der Purpurlinie wird häufig die komplementäre Wellenlänge im Farbkreis gegenüber angegeben. Für die Farbvalenz wesentlich ist nur das Verhältnis der Reizung der einzelnen Farbrezeptoren im Auge, die unter anderem auch durch eine Anpassung an die Lichtverhältnisse in der Umgebung und durch die Summe der benachbarten Farbreize im Blickfeld des Betrachters veränderlich ist.
Farben können auch über die Bestandteile gewisser Grundfarben exakt definiert werden. Bei der additiven Farbmischung sind dies Rot, Grün und Blau (RGB), bei der subtraktiven Farbmischung Cyan, Magenta und Gelb (Cyan, Magenta, Yellow = CMY). Für Anwendungen der Farbmetrik sind dies die theoretischen Farben X, Y und Z.